# 斫り

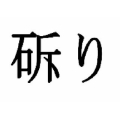
「はつり」の漢字表記。現在も専門業者のトラック屋号等で見ることができる。

斫り（はつり、䂨り、英語: chipping-, break up-）とは、主に建設現場においてコンクリートで作られた壁や土間などの構造物を壊したり、形を整えるために表面を鑿で削ったりすること。人力によって行われる規模の作業を表すことが多く、重機械によって建物そのものを取り壊す場合はコンクリート造であっても斫りとは呼ばず、解体工事に分類される。

## 概要
もともと「斫」（シャク）という漢字は、『説文解字』に「撃也。从斤石声」とあるように、斧で叩き切るさまを表し、部首は「斤」で、「石」は音符である。
一般に「はつり」という言葉で「表面をけずりとること」を表す場合、加工対象の材質を問わず漢字表記は「削（はつ）り」が正式であるが、建設業界を中心に「斫」という漢字をあてた「斫（はつ）り」が定着した。この経緯について、「斫る」は本来訓読みでは「きる」としか読まないことや、石という偏が使われているためか、石や岩を楔とハンマー（げんのう）を用いて割る「石をきる」作業が連想され、これに由来して「斫（はつ）り」と表記するようになったとの推考もあるが、「斫」という漢字の意符が「斤」にあり、石斧による斬撃を意味する点や、石材加工においても「はつり」とは表面処理的な除去行為を表すなど、作業のニュアンス・規模が異なる｢石切り」との関連付けはいささか不自然である。

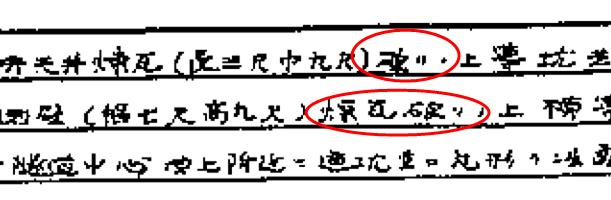
大正6年当時の隧道建設工程表より。“煉瓦䂨り”と確認できる。

一方で、コンクリートのはつり工事を扱う企業・職方においては、手書きの際には「石」を偏に、旁は「斥」の組み合わせで「䂨」と記すことが古くからの通例であり、「斫」という漢字はあくまでウェブ上の表記や印字用の似て非なる代用字として使用されてきた経緯がある。
これは、全国各地に存在するはつり業共通の認識であることから、単なる書き違えとは考え難く、「石（のように硬いもの）を斥（しりぞ）ける」という意味を表した完全な作字であった可能性が高い。
こうして石やコンクリートのはつりに「䂨り」転じて「斫り」をあてた表記が石材・建設業界に次第に定着し、時代とともに一般にも広く知られるようになった。ただし、定着したとはいえ、正式には誤用とされる「斫（はつ）り」が漢和辞典等に収録されている例は稀である。

## 斫り工
建設業の分業によって、斫り工事に専従する企業があり、その職方のことを斫り工という。口語では「斫り屋」と呼ばれ、多くは解体工事を兼務するが、より大規模な解体工事を請負う総合解体業の解体工とは区別され、下請負である斫り工事のみに特化した企業に多い。
主に、エアーピックハンマーやエアーブレーカーといった空圧工具または電動工具などの手持ち式機械を用いて破砕する。その際磨耗した鑿は斫り工自ら鍛造し繰り返し再利用する。重厚な無筋コンクリートや転石の撤去の際には、鑿岩機とせり矢を用いて塊のまま分離させることもある。

## 需要
斫り工事の需要があるのは、主に鉄筋コンクリート造建物の改修工事である。既存壁に新たに開口部を設けるなど躯体そのものに変更を加える必要がある場合は当然であるが、内装材や建具のみの改装であっても、モルタル・タイルなど硬質な部分の除去が伴う場合には斫り工事が必要となる。
また、新築工事においてもコンクリートを使用していれば少なからず斫り工事が発生する。これについて、解体撤去に類する斫りが日常的に新築現場で行われているのは施工管理や型枠工事の不具合によるものではないかと疑問視する声も多いが、杭基礎の杭頭処理など斫りを前提とした必要工程のほか、堰板の根部から漏れ固まった「こぼれ切付」（段差取り）、「ヌスミ取り」（軽量鉄骨間仕切りなどで軸組壁を割り付ける際には、スラブコンクリートを打設した後に正確な位置出しを行い建具の埋め込みに必要な最小限の欠込みを斫る）など、施工便宜上の意図的な斫りも多くあり、躯体の欠損となり得るような斫りは殆ど行われないのが通常である。
戦後の代表的なコンクリート解体手法であったハンドブレーカ工法も、解体業の大型機械化や騒音問題による圧砕機導入などの低騒音化傾向により、一旦は衰退の一途を辿ると思われたが、近年、RC造等建築物の耐震設計の見直しやインフラ土木構造物の老朽化が浮き彫りになるにつれて耐震補強や修繕工事などの維持補修工事が頻繁に行われ、これら建物再生に付随する除去工程は局所的かつ手作業の必要があり、斫り工事の需要は再び拡大しつつある。